# Ulica Kazimierza Wielkiego w Sanoku
Ulica Kazimierza Wielkiego w Sanoku – ulica w dzielnicy Śródmieście miasta Sanoka.
W toku dokonywanych zmian nazw ulic w Sanoku w 1913 podjęto starania o nazwanie ulicy Kazimierza Wielkiego dla odcinka od plebanii łacińskiej do ul. Adama Mickiewicza. Obecnie ulica biegnie od zbiegu z ulicą Adama Mickiewicza w stronę wschodnią, następnie skręca w stronę północną i kończy się u zbiegu z ulicą Marszałka Józefa Piłsudskiego przechodząc w ulicę Jana III Sobieskiego.
W przeszłości, na terenach byłych ogrodów Feliksa Gieli, zostały wytyczone ulice biegnące w stronę wschodnią, wśród nich ulica Kazimierza Wielkiego. Do 1914 ulica została doprowadzona do traktu biegnącego od okolic Sanu do wsi Trepcza i Mrzygłód.
Rzymskokatoliccy mieszkańcy ulicy podlegają parafii Przemienienia Pańskiego.

## Zabudowa ulicy
W okresie II Rzeczypospolitej przy ulicy mieścił się zarząd Gminy Wyznaniowej Żydowskiej. W tym czasie do ulicy był przypisany adwokat dr Jan Rajchel.
- Kamienica przy ul. Kazimierza Wielkiego 6 (w latach 30. numer 8)
- Kamienica przy ul. Kazimierza Wielkiego 8 (w latach 30. numer 10)
- Adres pod numerem 9. W 1958 był do niego przypisany lekarz dr Marian Musiał[5].

W przeszłości na terenie naprzeciw obu ww. kamienic istniał plac (obecnie w tym miejscu znajduje się blok mieszkalny), a obok leżał m.in. dom, w którym mieszkał krawiec Leon Ołpiński. Po zakończeniu II wojny światowej w 1946 pracami w zakresie opracowania planu zagospodarowania placu przy ulicy K. Wielkiego kierował inż. Stanisław Beksiński.